# Fight Night Round 3
Fight Night: Round 3 és un videojoc de boxa desenvolupat per EA Sports. És la continuació del Fight Night: Round 2, també d'EA Sports, que va ser llançat el 2005. El Round 3 va ser llançat el 22 de febrer del 2006 per l'Xbox, Xbox 360, PSP i PlayStation 2. La versió per la PlayStation 3 del videojoc va ser llançat el 6 de desembre del 2006.

## Punts clau del videojoc
Fight Night: Round 3 és el tercer títol de boxa d'EA Sports sota el nom Fight Night. En aquest títol es fa notar els millors gràfics i jugabilitat. L'"Impact Punches" és una de les característiques noves més importants, com també les lluites a l'ESPN Classic i un nou mode història, el qual el jugador lluita per obtenir popularitat en alguns combats patrocinats en l'ESPN. En canvi, com no passa en altres versions, Round 3 li falta el mode (HUD), que proporcionava les estadístiques de l'estamina i l'energia basada en els seus moviments d'atac.

## Versions
El videojoc ha sigut llançat en diferents consoles i hi ha algunes diferències entre les versions. A la coberta apareixen l'Arturo Gatti i en Micky Ward en totes les versions, excepte les versions de l'Xbox 360, PS3 i PSP que surt una foto de l'Oscar de la Hoya.

## La Crítica i premis
La revista Official Xbox Magazine va donar una qualificació de 10 al Fight Night: Round 3, el major resultat que podia donar la revista.
Va rebre el premi de la IGN com el Millor Videojoc Multijugador de no en línia de la PlayStation 3 al 2006.